# ويلسون أفيلا
ويلسون أفيلا (بالإسبانية: Wilson Ávila)‏ هو لاعب كرة قدم بوليفي في مركز الوسط، ولد في 19 أبريل 1958 في فاليجراند في بوليفيا. شارك مع منتخب بوليفيا لكرة القدم. أما مع النوادي، فقد لعب مع ذي سترونغيست وكلوب ديسترويرس ونادي ريال سانتا كروز.

## وصلات خارجية
- ويلسون أفيلا على موقع ناشيونال فوتبول تيمز (الإنجليزية)